# Quintanar de la Sierra
Quintanar de la Sierra es un municipio y localidad española de la provincia de Burgos, en la comunidad autónoma de Castilla y León. Se encuentra encuadrado dentro de las comarcas de La Demanda y Pinares.

## Toponimia
El término Quintanar deriva de la palabra latina quintana-ae, que significaba, a nivel muy general, granja o casa en el campo. El término de la Sierra toma como referencia la sierra en la que está situado.
Comparte el topónimo Quintanar con otros pueblos. En La Rioja está Quintanar de Rioja, pedanía de Villarta-Quintana, que también tiene similitudes en aspectos de geografía física.
Y, sin símiles geográficos, existen Quintanar del Rey en la provincia de Cuenca y Quintanar de la Orden en la provincia de Toledo.

## Geografía

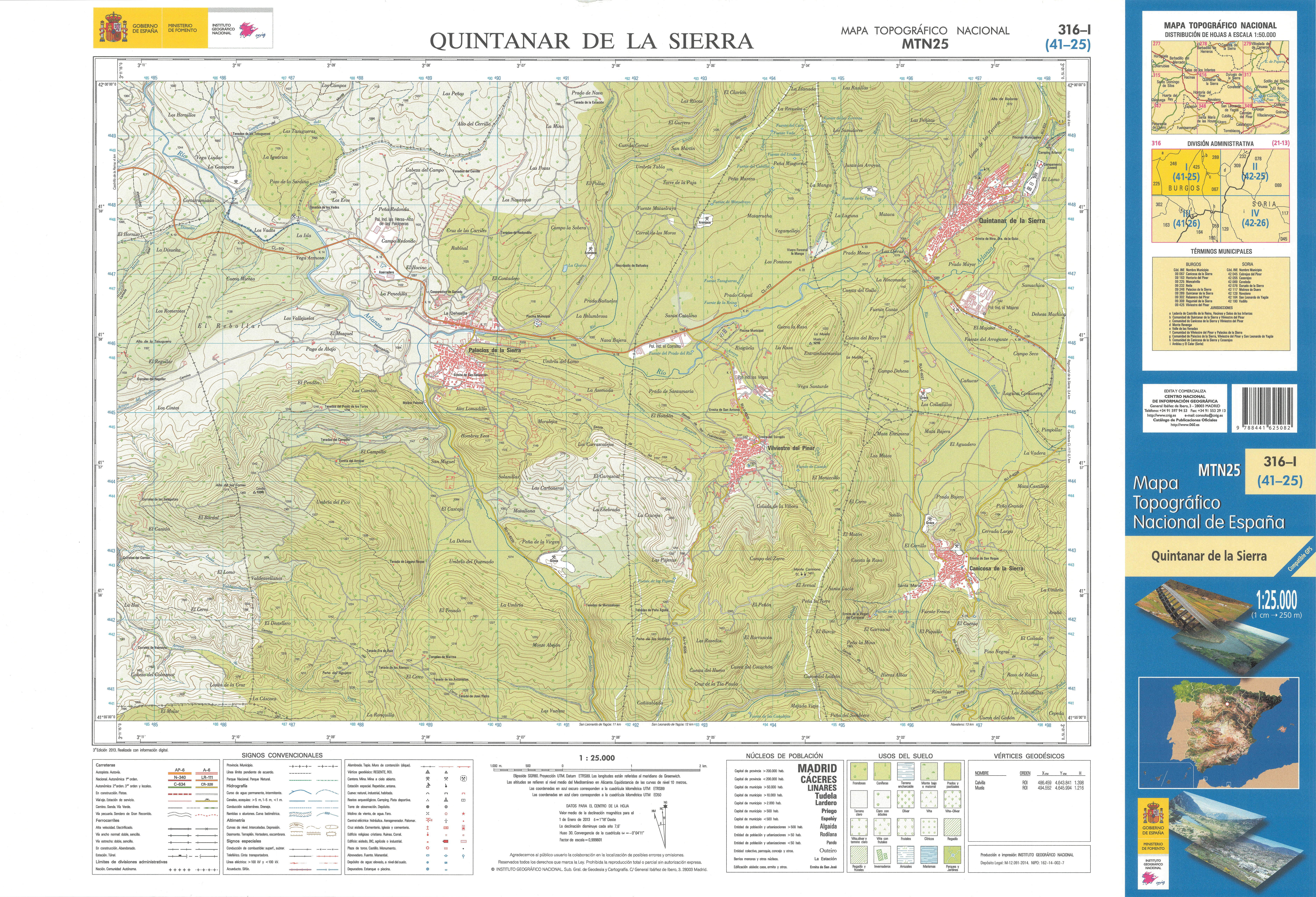
Fragmento de la hoja 316 del Mapa Topográfico Nacional de España de 2013 en el que se representa Quintanar de la Sierra

La mayor parte del terreno de Quintanar está en la ladera sur del pico de La Campiña lo que condiciona las características de geomorfología, litología, hidrografía, climatología, biota, edafología, glaciología y ubicación del núcleo de población entre otros.
|                             | Norte: Neila               |                             |
| Oeste: Vilviestre del Pinar |                            | Este: Regumiel de la Sierra |
|                             | Sur: Canicosa de la Sierra |                             |

### Geomorfología
Enclavado en la ladera sur de la sierra de Neila precedida por la sierra de Arandio y que continúa en los Picos de Urbión, englobadas todas estas sierras en el sistema Ibérico.
En superficie está constituido por una cobertura de materiales mesozoicos. del periodo Cretácico, serie eocretácico
(Cretácico Inferior). Ese tipo de suelo también predomina en el terreno donde se asienta el núcleo de población, pero no así al este y oeste de tal núcleo que coincide con las zonas bajas por donde discurren el Arlanza y el río de Las Gargantas, donde afloran terrenos del Jurásico.
Predominan los suelos de conglomerados, gravas, arenas y arcillas cubiertas en su mayor parte por bosque de pino albar.

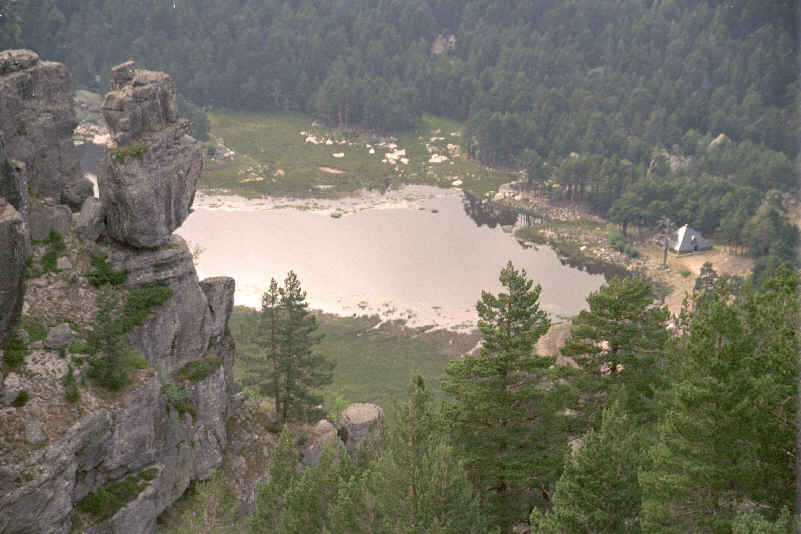
Laguna de la Cascada

- Sierra de Neila. Es un conjunto montañoso que ejerce de divisoria de aguas; condiciona la climática de los pueblos que están en su contorno. También área de biodiversidad con rasgos de simbiotización antrópica.[6] Destacan las lagunas de origen glaciar en el pico La Campiña; lagos formados en unos circos glaciares rodeados de picos de unos 2000 m s. n. m.[7]

- Picos de Urbión.[8] Si bien Quintanar no limita con ellos sí que hay un área de transición que se prolonga hasta Regumiel. Destacan Triguera (1.960 m.) y Muñalba (2.073 m.).[9]

- La Campiña. 2.048 m.[4] (2.049 m. según otros). Es la altura máxima.[10] Por sus características orográficas presenta variaciones respecto del entorno quintanaro: ausencia de pinos y de arbolado tan característico de esta comarca, predominando el brezo y las praderas alpinas en la zona más próxima a la cumbre. En la ladera norte están las lagunas, abusivamente humanizadas.[11] El periodo de aridez estival en esta y otras cumbres es menos prolongado que en las partes más bajas de la sierra y en el terreno situado a su pie. A ello contribuyen las nevadas invernales, cuya cobertura se prolonga hasta final de la primavera, lo cual trae como consecuencia una mayor humedad en el suelo y las plantas herbáceas se mantienen frescas. Estos espacios son propicios para aprovechamiento ganadero, pues en los pastizales de altura el agostamiento es más tardío.[12][13]

- Las Calderas. Este paraje situado a la solana de La Campiña lo ha originado a lo largo de millones de años un río que ha erosionado las rocas que forman el cauce.[14]

- La zona próxima al pueblo es algo más llana. Tal zona en el pasado tendía a ser inundada en las estaciones que más llovía; tras encauzar el cauce del Arlanza y del Zumel se ha acondicionado para pastos.

### Hidrografía
La sierra de Neila ejerce de divisoria de aguas. La vertiente norte de tal sierra, el puerto del Collado, y los Picos de Urbión vierten hacia afluentes del Ebro (mar Mediterráneo) y la vertiente sur hacia el Duero (océano Atlántico). Todos los cursos de agua de Quintanar portan agua al Duero a través del Arlanza.
Por la dirección de las laderas, tales corrientes de agua descienden por la vertiente sur del anticlinal de la sierra de Neila y por la ladera suroeste de las estribaciones de los Picos de Urbión. Sus ríos son diversos y de carácter torrencial.

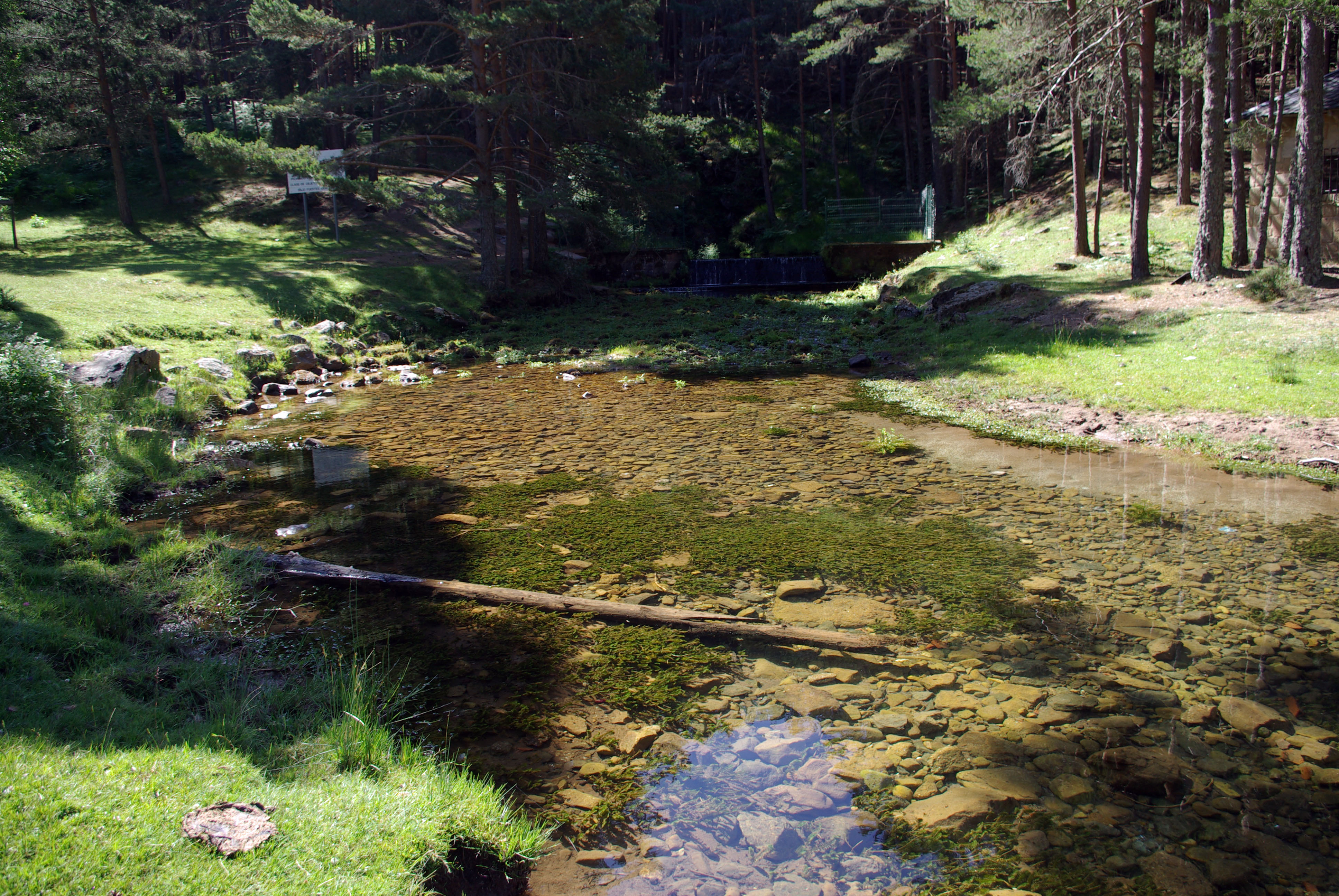
Nacimiento del río Arlanza

- Río Arlanza. Nace en Fuente Sanza, zona llana rodeada de pinos a 6 km del pueblo.

Los resultados confirman la existencia de una tendencia general a la reducción de aportes, más marcada a partir de 1980. Desde 1995 se producen las avenidas con los caudales más extremos, así como el mayor rango de variación de caudales máximos anuales del periodo estudiado. En estas condiciones de cambio y para promover una planificación racional de los recursos hídricos, es de interés el seguimiento de tendencias y pautas de aportes y caudales en cuencas forestales de cabecera, ya que constituyen las principales fuentes suministradoras de agua.

- Río Zumel. Por el sur del pueblo discurre este río. Nace en Peña Triguera. Pasa por terrenos de Regumiel, Duruelo, Canicosa y Quintanar. Es el primer afluente importante del Arlanza.

- Río Torralba. Desciende desde las tinadas de peña del Pico, cerca de pico Triguera.

- Río de Las Gargantas. Nace en La Campiña.

- Existen otros cursos de agua como arroyo Camporredo, arroyo de Mataca, fuente la Teja entre otros, que generan cascadas como la del Chorlón.[17]

### Clima
Predomina el clima continental de montaña. Según la clasificación climática de Köppen, se encuadra en la variante Cfb. Las estaciones están muy marcadas; los inviernos suelen ser fríos con heladas y nevadas; los veranos cálidos y secos, suaves y poco lluviosos; las primaveras y otoños bastante lluviosos. Las precipitaciones se reparten a lo largo del año, reduciéndose en verano.
La oscilación térmica anual ronda los 15 °C; la oscilación diaria en los casos más extremos puede rebasar 20 °C.
| Parámetros climáticos promedio de Hontoria del Pinar (temperaturas) y Canicosa de la Sierra (precipitaciones)                     | Parámetros climáticos promedio de Hontoria del Pinar (temperaturas) y Canicosa de la Sierra (precipitaciones) | Parámetros climáticos promedio de Hontoria del Pinar (temperaturas) y Canicosa de la Sierra (precipitaciones) | Parámetros climáticos promedio de Hontoria del Pinar (temperaturas) y Canicosa de la Sierra (precipitaciones) | Parámetros climáticos promedio de Hontoria del Pinar (temperaturas) y Canicosa de la Sierra (precipitaciones) | Parámetros climáticos promedio de Hontoria del Pinar (temperaturas) y Canicosa de la Sierra (precipitaciones) | Parámetros climáticos promedio de Hontoria del Pinar (temperaturas) y Canicosa de la Sierra (precipitaciones) | Parámetros climáticos promedio de Hontoria del Pinar (temperaturas) y Canicosa de la Sierra (precipitaciones) | Parámetros climáticos promedio de Hontoria del Pinar (temperaturas) y Canicosa de la Sierra (precipitaciones) | Parámetros climáticos promedio de Hontoria del Pinar (temperaturas) y Canicosa de la Sierra (precipitaciones) | Parámetros climáticos promedio de Hontoria del Pinar (temperaturas) y Canicosa de la Sierra (precipitaciones) | Parámetros climáticos promedio de Hontoria del Pinar (temperaturas) y Canicosa de la Sierra (precipitaciones) | Parámetros climáticos promedio de Hontoria del Pinar (temperaturas) y Canicosa de la Sierra (precipitaciones) | Parámetros climáticos promedio de Hontoria del Pinar (temperaturas) y Canicosa de la Sierra (precipitaciones) |
| Mes | Ene. | Feb. | Mar. | Abr. | May. | Jun. | Jul. | Ago. | Sep. | Oct. | Nov. | Dic. | Anual |
| --- | --- | --- | --- | --- | --- | --- | --- | --- | --- | --- | --- | --- | --- |
| Temp. media (°C) | 2.10 | 3.20 | 5.30 | 7.10 | 11 | 15.30 | 18.90 | 18.70 | 15 | 10.10 | 5.90 | 3.20 | 9.7 |
| Precipitación total (mm) | 86.60 | 77.60 | 53.80 | 75.50 | 82.60 | 51.60 | 26.20 | 26.40 | 49.70 | 79.10 | 85.80 | 107.80 | 802.7 |
| Fuente: Ministerio de Agricultura, Alimentación y Medio Ambiente. Datos de precipitación (1967-2003) y de temperatura (1967-2003) | | | | | | | | | | | | | |

Las características antes descritas son aplicables al núcleo de población y no corresponden a todo el terreno del municipio pues, al haber altitudes con una oscilación de más de 800 metros, el tiempo cotidiano varía en unas zonas y otras.

### Naturaleza
Se ha localizado alguna icnita,
(huellas de dinosaurio). Aparecen por pueblos próximos como Regumiel, y otros pueblos de La Rioja relativamente próximos. Se fechan entre 128 y 114 millones de años, en un hábitat lacustre. La climática de aquella época propiciaba su existencia al predominar un clima tropical con abundante vegetación de herbáceas. En Quintanar no hay afloramientos de roca en grandes áreas; por tanto es más difícil encontrar icnitas al estar cubiertas las rocas por tierra.
En la actualidad la diversidad de hábitats y biotopos favorece el desarrollo de una gran variedad de especies. Predomina el bosque de pinos que tiene diversas características propiciadas por la diferente altitud; hay algunas zonas lacustres entre pinos que incrementan tal diversidad. Por otra parte están las áreas de bosque de hoja caducifolia. El agua también juega un papel importante. La deforestación de algunas áreas ha gemerado otro tipo de hábitat.

### Flora

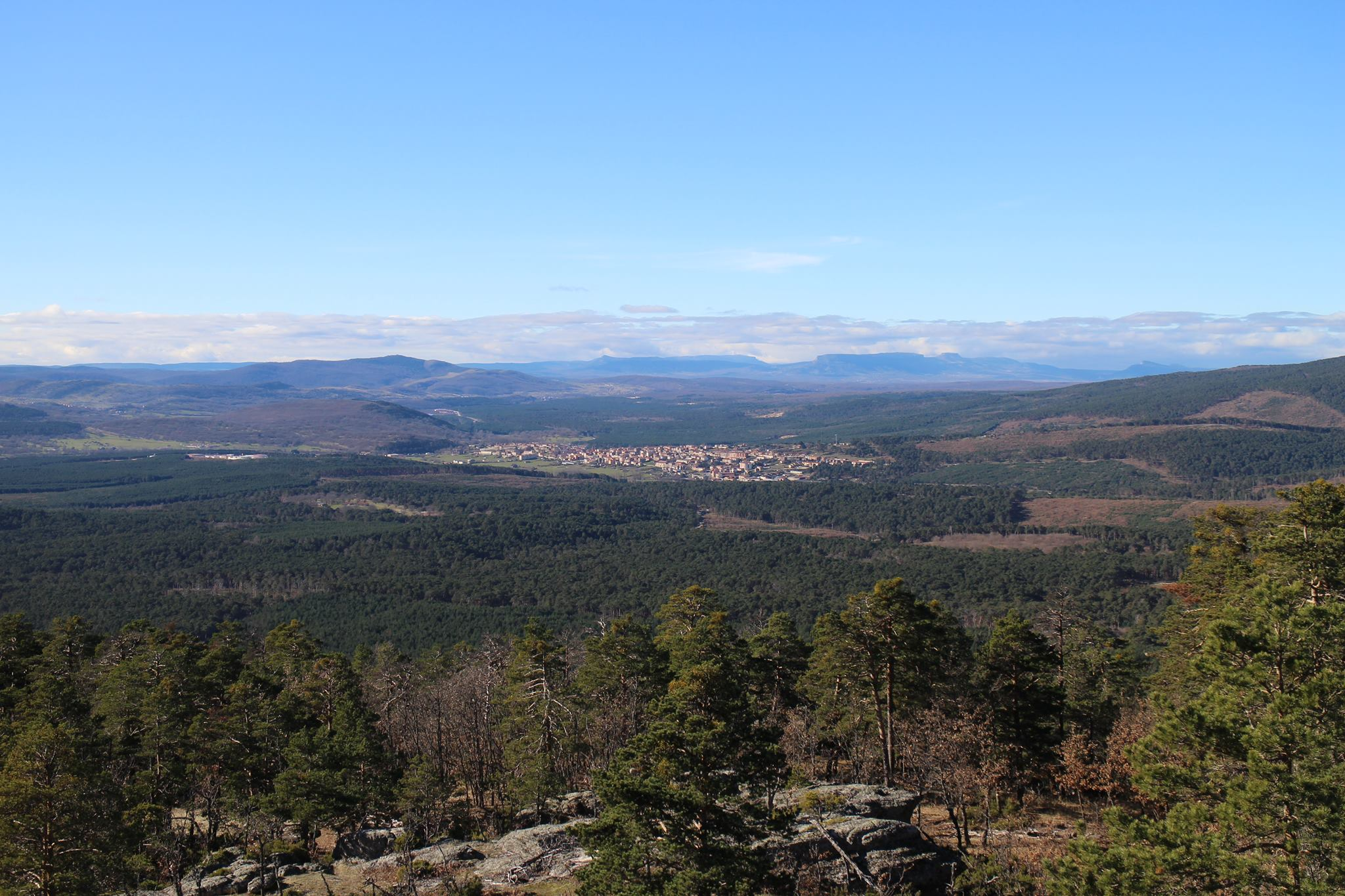
Vista de Quintanar de la Sierra, desde cerca de Picos de Urbión

Cubre toda la superficie de tierra, sin que se vean rocas escarpadas. Predomina una extensa masa forestal de pinos, árbol determinante por su predominio. En las zonas más elevadas adquiere formas diferentes a la forma espigada de los normales pues las condiciones climáticas condicionan su desarrollo. A los más próximos a las cumbres se les suelen adherir líquenes y musgos en el tronco y las ramas.
El área de las frondosas caducifolias, como las hayas y robles es mucho más reducido, limitándose a sitios sombríos y en laderas y parajes muy concretos. En las zonas menos accesibles y umbrías se desarrollan ejemplares aislados de tejo y acebo.
Los bosques de Quintanar han servido para que:

B.P. Peñalba (1989) demuestra que la colonización de Quercus caducifolios en Quintanar de la Sierra se produce hacia 10s 10000 años B.P. y la de 10s Quercus perennifolios unos 1000 años después. 

- En las zonas más elevadas de La Campiña no se cría árbol, y sólo se desarrollan algunas plantas arbustivas y/o herbáceas.
- En el sotobosque se mezclan plántulas, árboles jóvenes, arbustos; también se da el helecho, el brezo blanco y el brezo común.
- En zonas más próximas al pueblo, llanas y en las cumbres predominan las herbáceas aprovechadas como pastos.
- Los sitios más húmedos y umbríos son adecuados para diversos tipos de musgo enraizados en árboles, rocas, paredes y demás.
Setas
Las setas más extendidas son las denominadas en el pueblo “mículas” (Lactarius deliciosus), el “mansarón” (Calocybe gambosa), amanita en sus diversas especies, Amanita muscaria, y bastantes más: Entoloma, Lactarius, Russula, Armillaria mellea, Fistulina hepatica, Lepista nuda, Lactarius, Boletus edulis, Gymnopilus junonius, Panaeolus papilionaceus, Suillus luteus, Bovista plumbea, Hemimycena lactea, Phellodon niger, Tricholoma focale, Chroogomphus rutilus, Hypholoma fasciculare, Pholiota pinicola, Coprinus comatus, Lactarius deliciosus, Pluteus cervinus, Hemimycena lactea, Pholiota pinicola, Russula sardonia, Suillus luteus.[cita requerida]

### Fauna

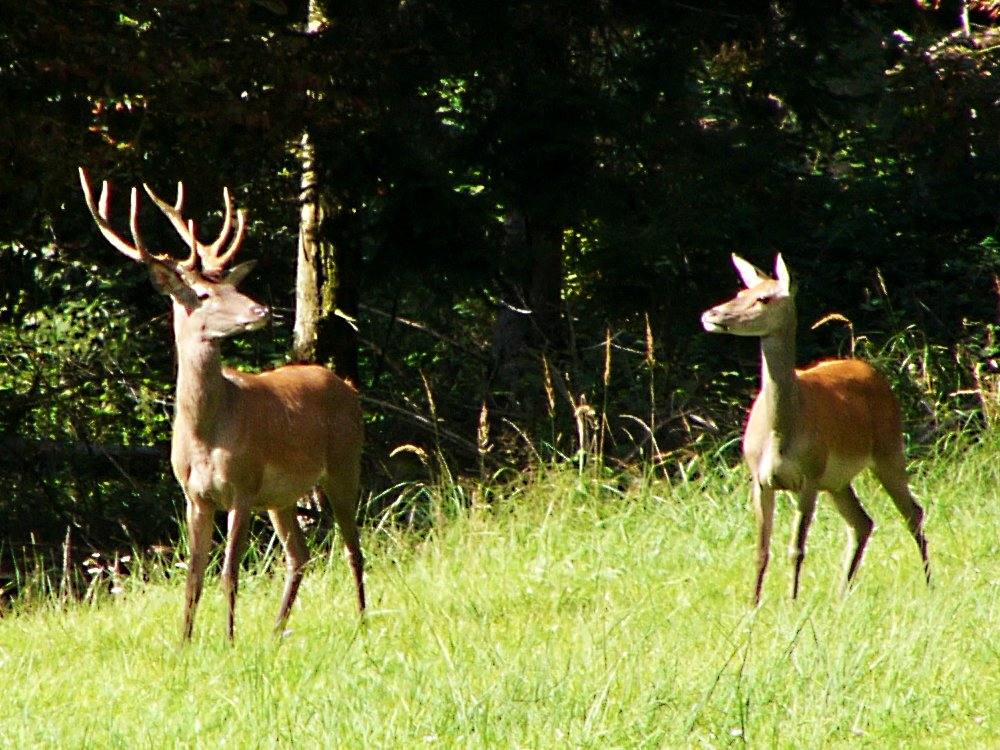
Cervus elaphus

Las especies de animales son muy numerosas pues los diversos niveles de altitud propician diversos biotopos en los que se ubican diversas especies dependiendo del sustrato.
Mamíferos
Se encuentran Ciervo común, corzo, jabalí, zorro, gato montés,  garduña, tejón, conejo,  ardilla roja, comadreja, erizo común, lirón y otros micromamiferos como ratas, ratas de agua, ratones, topos, musarañas, murciélagos y otros.
En el pasado también había osos. Según se señala en el “Libro de la Montería” del siglo XIV: 

“Las Gargantas de sobre Quintanar es buen monte de oso, et de puerco en verano, et es la voceria por cumbre.”

En 1907, M. Miller describió una nueva subespecie de ardilla común, distribuida por la Sierra basándose en varios ejemplares capturados en Quintanar de la Sierra; la denominó “Sciurus vulgaris numantinus”. En el mismo lugar, en 1910, Miller describirá la subespecie Ibérica del corzo, Capreolus capreolus canus.
Aves
halcón, cernícalo vulgar, buitre, azor, gavilán,  milano negro, milano real, búho, lechuza, cárabo común, búho chico, autillo, mochuelo, cuervo, corneja negra, picaza, arrendajo, chova, garza real, paloma, pecu, zorzal, torda, estornino, pinzón vulgar, jilguero, petirrojo, martín pescador, picarrolincho, abubilla y otros pequeños pájaros como el carbonero común, el colirrojo tizón, el chochín, la alondra común, el ruiseñor común, el alcaudón real, el avión común, el vencejo común, la golondrina, el herrerillo común, la lavandera blanca, el mirlo acuático, el ruiseñor, etc.
Reptiles
lagarto verde, lagartija común, lución, y culebras de diversas especies.
Anfibios
rana, sapo, tritón, salamandra.
Insectos
Sobresalen las hormigas y entre ellas las comunidades de hormigas rojas llamativas por los hormigueros de arquitectura compleja en la que viven; albergan comunidades con cientos de miles de hormigas. También son abundantes saltamontes, langostas, mantis religiosa, mosca doméstica, mosquito, zapatero, girino, ciervo volante.[cita requerida]
Arácnidos
Los diferentes tipos de arañas también son muy numerosos.

### Masa forestal
En superficie la explotación de la vegetación ha sido esencial para Quintanar. 
En primer lugar por la utilización de las herbáceas para la ganadería, actividad que ha cumplido un papel esencial en la economía de este pueblo.
La "suerte de los pinos" es un modo de gestión de los recursos forestales que se remonta a la Edad Media. La propiedad del bosque ha sido y es comunal. Tal propiedad ha generado una costumbre que ha adquirido categoría de derecho consuetudinario que consiste en lo siguiente: cada vecino tiene derecho a una suerte de pinos siempre que resida en el pueblo y/o demuestre ser descendiente de habitantes del pueblo y viva durante unos meses en Quintanar.
Tal suerte se concreta en que reciben unos pinos para cortar cada año o en su defecto un dinero equivalente a precio de mercado de los pinos correspondientes. 
Además de en Quintanar esta costumbre se extiende a todos los pueblos de la comarca de Pinares y lleva en vigencia más de 700 años. Se remonta a las carta puebla destinadas a las poblaciones de la zona para fomentar el poblamiento y avecindamiento. Se fijó por escrito en 1288 y se confirmó posteriormente en 1342, en 1356, en 1390, en 1409, y en siglos posteriores hasta la actualidad.
Este ha sido un modo de simbiotizar a los vecinos del pueblo con el monte. Con la obtención de un dinero los habitantes se vinculan e implican en el cuidado del monte; una muestra de tal es la casi nula existencia de incendios. 

## Historia
Muy poco se sabe de la prehistoria en toda La Sierra. En Quintanar en 1931 Vivencio Álvarez Cañas señala el hallazgo de un grabado paleolítico que representa un rinoceronte en el abrigo conocido como Las Iglesias.
Restos arqueológicos
- Cuyacabras. Se fecha en la Alta Edad Media. Se encuentra a unos 3 km del pueblo. Recinto arqueológico que aparece rodeado de pinos y robles. Tiene 166 tumbas antropomórficas y 13 nichos excavados en una superficie rocosa.[cita requerida] Algunas de estas tumbas están en zonas laterales de las rocas, no en el suelo, lo que es una excepción en este tipo de necrópolis. Perteneció a una aldea de esa época hoy inexistente.[29][30][31][32] Parece que por diversos motivos la población se desplazó hacia el Quintanar actual.

Los arqueólogos medievales nos llevan de la mano en el itinerario de los enterramientos. Estos pudieron comenzar en el umbral de las casas: hasta el siglo XII, al menos lo sabemos para Cataluña, hubo costumbre de enterrar los muertos familiares, sobre todo, niños, delante de las casas. Pero también por las mismas fechas o antes, los muertos pudieron estar agrupados en determinado emplazamiento de la aldea. Las necrópolis de Revenga y Cuyacabras, próximas a Quintanar de la Sierra, en las estribaciones burgalesas de la Sierra de Urbión, muestran esa agrupación alrededor de un templo.

- Otra necrópolis se encuentra en Revenga.[34]

- Cueva Andrés. Cercano a Cuyacabras. Fechado también en la alta Edad Media. Aparece tallado un arco de herradura.

- La Cerca. Castro habitado en el pasado, está rodeada en algunos sitios por una muralla derruida en su lado occidental; aprovecharon resaltes rocosos y concluyendo en un cortado. Tal muralla ha desaparecido por el lado suroeste; en el recinto interior no se aprecian estructuras pétreas pues los habitáculos se construían de madera.

### Edad Media
En su formación debieron contribuir los habitantes de los poblados altomedievales que estaban diseminados en zonas más profundas del bosque, como testimonian los enterramientos (Cuyacabras, Revenga), que poco a poco fueron desapareciendo y en la actualidad difícilmente localizables pues muchos habitáculos se construían con madera. Un ejemplo de tales poblamientos es La Cerca.
La utilización de la madera para construir todavía la emplean algunos grupos de jóvenes para construir sus locales. También una reciente construcción en Revenga.
El modo de producción que originó estos poblados sustentó a 2 estamentos privilegiados que eran la nobleza feudal y el clero de la Iglesia católica y a ellos debían reconocer como tales además de pagarles tributos sus habitantes. Hasta 1213 fue pueblo de realengo. Desde 1213 hasta 1559 dependiente del Monasterio de San Pedro de Arlanza. De 1559 a 1710 fue señorío solariego.

### Historia contemporánea
La reforma provincial del siglo XIX planteó dudas en torno a qué provincia debía estar asignado Quintanar al igual que otros pueblos de esta comarca.
El mismo siglo se caracteriza por una inestabilidad muy intensa en esta zona y por tanto en este pueblo, por la repercusión de las numerosas guerras civiles que fueron estallando a lo largo de todo el siglo; las guerras carlistas son las más evidentes.
En el siglo XX la guerra que ocasionó el derrocamiento de la Segunda República española también produjo numerosos asesinados en este pueblo.

## Demografía
Quintanar de la Sierra cuenta con una población de 1502 habitantes (INE 2024).
| Gráfica de evolución demográfica de Quintanar de la Sierra entre 1842 y 2021                                        |
| |
| Población de derecho según los censos de población del INE Población de hecho según los censos de población del INE |

La población está muy envejecida y se ha acusado el éxodo rural también en los últimos 30 años donde se ha perdido 1/3 de la población pese a la llegada de inmigrantes de fuera de España; proceden de: Marruecos, Bulgaria, Rumania, Portugal y Pakistán.
Esta población es, en un porcentaje elevado, poco estable y tiende a cambiar de residencia en función del mercado laboral en el que se ocupa. Algunos de estos colectivos han sufrido de forma especial la crisis económica; no obstante la población inmigrante sigue siendo considerable, superando el 10% de la población. La siguiente tabla muestra la evolución de su volumen de habitantes a lo largo de la serie estadística de más de un siglo:

## Economía
La actividad económica se desarrollaba/desarrolla en torno a varios ámbitos: serrerías, fábricas de muebles y pequeños talleres de carpintería, productos cárnicos, ganadería, transporte por carretera, aprovechamientos forestales, construcción y últimamente el turismo.
Sector primario
Las actividades económicas de los habitantes han estado encuadradas en este sector. La explotación forestal y la ganadería han sido las ocupaciones fundamentales de los vecinos.
El aprovechamiento de los bosques se realiza de forma comunal; ha generado/genera la base económica. Los lotes de pinos –“las matas” pues así se llaman los lotes- para los vecinos del pueblo se sortean cada año dentro del monte y se reparte su producto entre todos, de acuerdo con unas ordenanzas. Muchos lugares del monte se llamen "mata": Mataca, Matacubillo, Mataquita, Mataespesa, La Mata, Matalacasa, Matamuñarre, etc.
El monte “La Dehesa” con una superficie aproximada de 5500 hectáreas, está dividido en 245 rodales. Los rodales en edad de corta final media se estima en 120 años.
La ganadería sigue teniendo cierta importancia. La agricultura mucho menos. En otoño se realizan recogidas de mículas y hongos.
Sector secundario

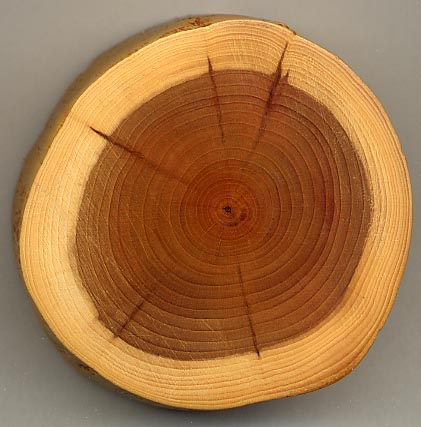
Sección de una rama de tejo

Se centra en la industria de la madera. La explotación forestal es seguida por la de la transformación maderera y sus industrias asociadas.
En el siglo XX se regeneró la industria forestal y maderera, el crecimiento de la población y el casco urbano por el incremento del valor de la madera. A finales de este siglo había más de 15 empresas que trabajaban con esta materia prima dando puestos de trabajo a más de 200 personas.[cita requerida]
El cierre de aserraderos ha tenido una repercusión muy negativa en la economía, principal motor de desarrollo. La decadencia comenzó a principios del siglo XXI. Varias serrerías cerraron por jubilación, y por otras causas diversas: vender poca madera, no cobrar lo vendido y similares. El paro ha crecido y no se han creado puestos de trabajo nuevos. Con esta situación ha llegado la disminución de la renta y salarios, lo que repercute en tiendas, bares y restaurantes.[cita requerida]
A finales del siglo XX se generó un área industrial próxima al pueblo.[cita requerida]
Sector terciario
- Importantes han sido las remesas de los numerosos emigrantes que fueron a Francia, Suiza, Alemania y otros países a mediados del siglo XX. Este pueblo ha generado hasta marinos.[cita requerida]
- Las pequeñas tiendas, bares y restaurantes han tenido importancia. También oficinas de diversas compañías asociadas a la banca y otros sectores.[cita requerida]
- La existencia de un centro de salud y 2 centros de enseñanza también ha generado diversos puestos de trabajo.[cita requerida]
- Los servicios centrados en el turismo han tenido un gran desarrollo en las últimas décadas del siglo XX y a comienzos del XXI, generando una nueva fuente de ingresos.[cita requerida]
- Importante también ha sido el trabajo en empresas de camiones, como lógica evolución de las carretas de siglo pasados. Tales empresas también han sufrido la repercusión de la caída de la explotación forestal al ser los encargados de transportar los productos.[cita requerida]
Oficios especializados
Las ocupaciones de sus habitantes han estado asociadas al medio natural circundante. La explotación del bosque era una actividad prioritaria pues de él se obtenía el combustible básico para regular la temperatura en los meses más fríos. Del bosque también se aprovechaba la ganadería en sus múltiples variantes. Estas dedicaciones han pervivido hasta el siglo XX.

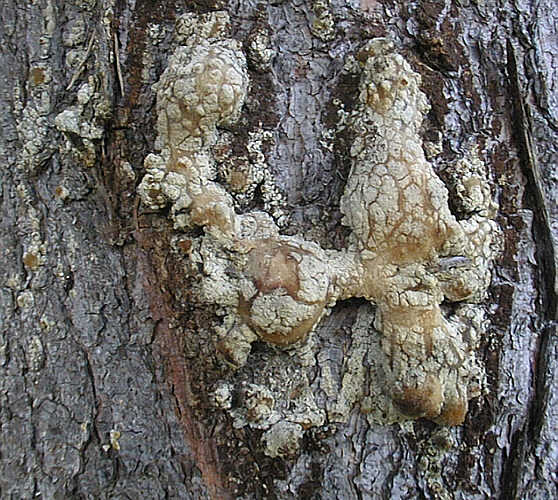

También se fueron amoldando a cambios sucesivos y se generaron nuevos oficios y otras formas de explotación del bosque.
- Resinero

Oficio relacionado con el pinar. Se trata de la extracción de la resina del pino sin secar el árbol cortando la corteza para que el pino “sudara” y se colocaba una chapa para que discurriera la resina, que iba a parar a un recipiente de barro.
Tal actividad se desarrollaba entre marzo y noviembre. En marzo se hacía una canal al cortar en vertical parte del tronco de los árboles. En junio se hacía la primera cogida de los recipientes de barro. La última cogida se hacía en noviembre. Toda la resina se guardaba en cubas.
Las gentes se pasaban en el monte varios días recogiendo la resina, viviendo en chabolas.
- Peguero

Además de la tradicional explotación de la madera del pino también se han sacado otros productos de este árbol. Por ejemplo al extraer los tocones de pinos además de facilitar el arraigo de la piña y el nacimiento de nuevos árboles se extraían otros productos. El primero son las teas, pequeñas lascas de madera con un alto concentrado de resina. Las teas se pueden utilizar para prender el fuego en las cocinas económicas.
Si las teas son convenientemente tratadas se obtiene la pez. El procedimiento
consiste en la cocción de las teas extraídas de los tocones. La pez se usaba para botas y pellejos de vino y como pegamento para ayudar a unir tablillas en fracturas de huesos en los animales. Este producto era importante pues servía para impermeabilizar la madera de los barcos.
En el siglo XVIII la explotación de trozos residuales de los pinos generó la fabricación de pez casi a modo industrial a través de la Real Fábrica de Betunes por la explotación de las teas resineras.

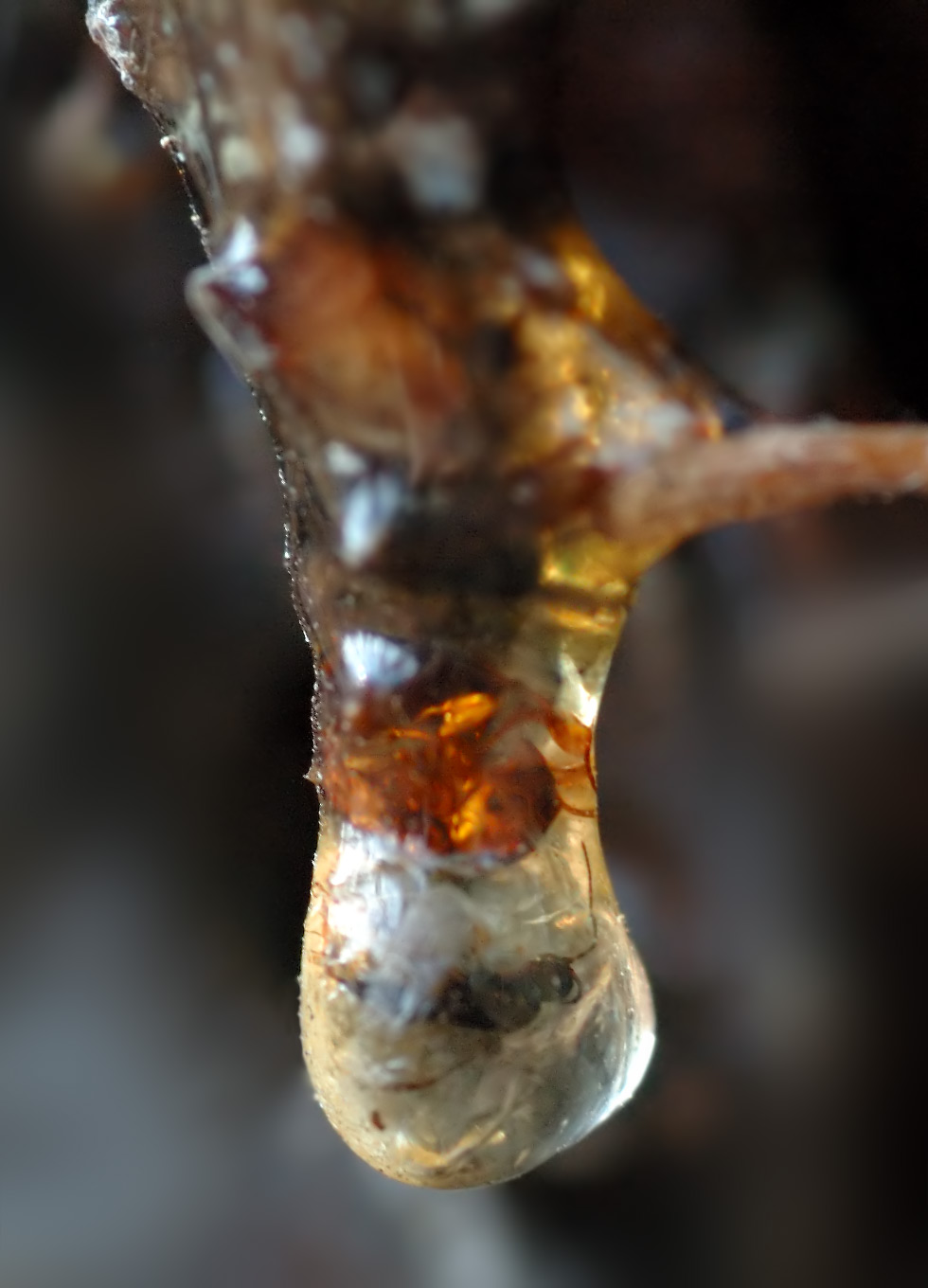

La profusión de hornos del monte ha sido muy abundante. Uno de los últimos es el horno de Mataca. Recientemente los últimos pegueros de Quintanar han rememorado el procedimiento para la obtención de tal producto.
- La carretería

En el siglo XV otra ocupación importante fue el transporte por medio de carros tirados por bóvidos; estaban encuadrados en la Cabaña Real de Carreteros que existió hasta finales del siglo XIX; fue otro oficio bastante común, en especial el transporte de lana y madera, relacionado con la ganadería y la explotación forestal. Quintanar formó parte de la Junta y Hermandad de Carreteros aportando una cantidad de carretas a esta asociación comercial y de transporte.

## Símbolos
El escudo heráldico que representa al municipio fue aprobado el 16 de julio de 1987 con el siguiente blasón:

En campo de plata, y al flanco diestro, árbol de sinople sostenido de montes del mismo color: al flanco siniestro carreta natural que pasa su vara (aimón) por el tronco del árbol. Encima de la carreta un arco de sable que cobija en su interior, de oro, cruz cristiana de sable. Al timbre Corona Real cerrada.
Boletín Oficial de Castilla y León nº 116 de 24 de julio de 1987

## Administración y política
| Periodo   | Nombre                                              | Partido |
| --------- | --------------------------------------------------- | ------- |
| 1979-1983 | Dionisio Santamaria                                 | AEI     |
| 1983-1987 | Julio Víctor Pascual Abad                           | PSOE    |
| 1987-1991 | Julio Víctor Pascual Abad                           | PSOE    |
| 1991-1995 | Julio Víctor Pascual Abad                           | PSOE    |
| 1995-1999 | Isaías Pascual J. Anastasio Palacios                | PP      |
| 1999-2003 | Julio Víctor Pascual Abad                           | PSOE    |
| 2003-2007 | David de Pedro Pascual                              | PP      |
| 2007-2011 | David de Pedro Pascual                              | PP      |
| 2011-2015 | Montserrat Ibáñez Barcina                           | PP      |
| 2015-2019 | junio de 2015-junio de 2017 Yasmina Lozano Otobalea | PSOE    |
| 2019-2023 | junio de 2017- actualidad Montserrat Ibáñez Barcina | PP      |

## Servicios

### Sanidad
La atención primaria y urgencias se atienden en el centro de salud que está en el centro del pueblo.

### Educación
- Colegio de Educación Infantil y Primaria de la Veracruz.
- IES “Tierra de Alvargonzález”.
- Biblioteca Pública Municipal.[46]

### Transporte
Cruce de caminos en la carretera autonómica CL-117 de Salas de los Infantes a Abejar:
- Provincial BU-V-8227 a Canicosa de la Sierra finalizando en Navaleno (N-234).
- Autonómica BU-822 a Neila, atravesando el puerto de El Collado (1.400 m).

## Urbanismo
El núcleo de población tiene una forma muy alargada que coincide con el curso del Arlanza aunque a diferente altura. El río ha generado una zona llana pero el pueblo se encuentra en un promontorio que evita inundaciones.
La parte más antigua parece ser el núcleo próximo a la iglesia donde también estaba un pequeño cementerio. Comprendía parte del barrio de La Cacera. Desde esta zona hacia El Cerro, se extiende otra parte del antiguo pueblo, que seguía hacia Trascastillo, nombre que alude a alguna fortificación hoy inexistente.
Según siguió aumentando la población se añadieron nuevas construcciones y nuevos barrios. Los primeros parece que fueron hacia La Plaza, el Frontón, Las Rozas y El Cerro.
Se divide en los siguientes barrios: El Cerro, La Iglesia, La Cacera, La Plaza, La Roza, La Sequería, La Fuente, Las Casas Baratas y Juventus.
Los nombres de las calles son muy descriptivos: calle Alto Cerro, calle Matorral, calle Sol, calle Cerro, calle Frontón, calle Pradera Mayor, calle Cacera, calle Fuente, calle Roza, calle Matacubillo, entre otras.
Arquitectura popular
Las casas son muestra de arquitectura serrana. Están pensadas atendiendo al clima y al trabajo. Las ventanas eran pequeñas para aislarlas del clima frío.
Las viviendas más antiguas eran de planta baja y estaban construidas con madera, de las cuales no queda ninguna. Las construcciones de piedra existentes en la actualidad pertenecen a la Edad Moderna y Contemporánea siendo raras las anteriores al siglo XVIII.
La cocina era uno de los elementos más importantes de la casa. De forma cuadrada, con paredes de algo más de 2 metros de altura. Desde estas paredes, se va elevando en forma de cono la chimenea, cuyo vértice se abre al exterior para la ventilación, salir el humo y dejar entrar la luz. Este tipo de cocina es como si fuera el interior de una campana. Las paredes estaban construidas con materiales que retenían el calor, como los adobes y el barro. La forma cónica que generaba la chimenea se construía con diversos materiales que no ardieran, entretejidos y unidos con barro. El fuego se hacía sobre un lar que solía estar al lado de una pared y también podía estar en el centro pues así permitía una mayor distribución del calor lo cual era muy importante para curar la matanza. Con frecuencia tenían planta baja donde estaban los animales.
Al exterior eran características las chimeneas cónicas sobresaliendo más de 1 m. sobre el tejado. El remate de las chimeneas tenía formas diferentes; estaban construidas con barro y diversos materiales. Hay viviendas y chimeneas de este tipo aunque cada vez menos.
Desde principios de siglo XX se comenzaron a instalar las denominadas "cocinas económicas" cuya estructura era de hierro que era donde se encendía el fuego. Aún permanecen y son usadas en invierno.

## Cultura

### Patrimonio

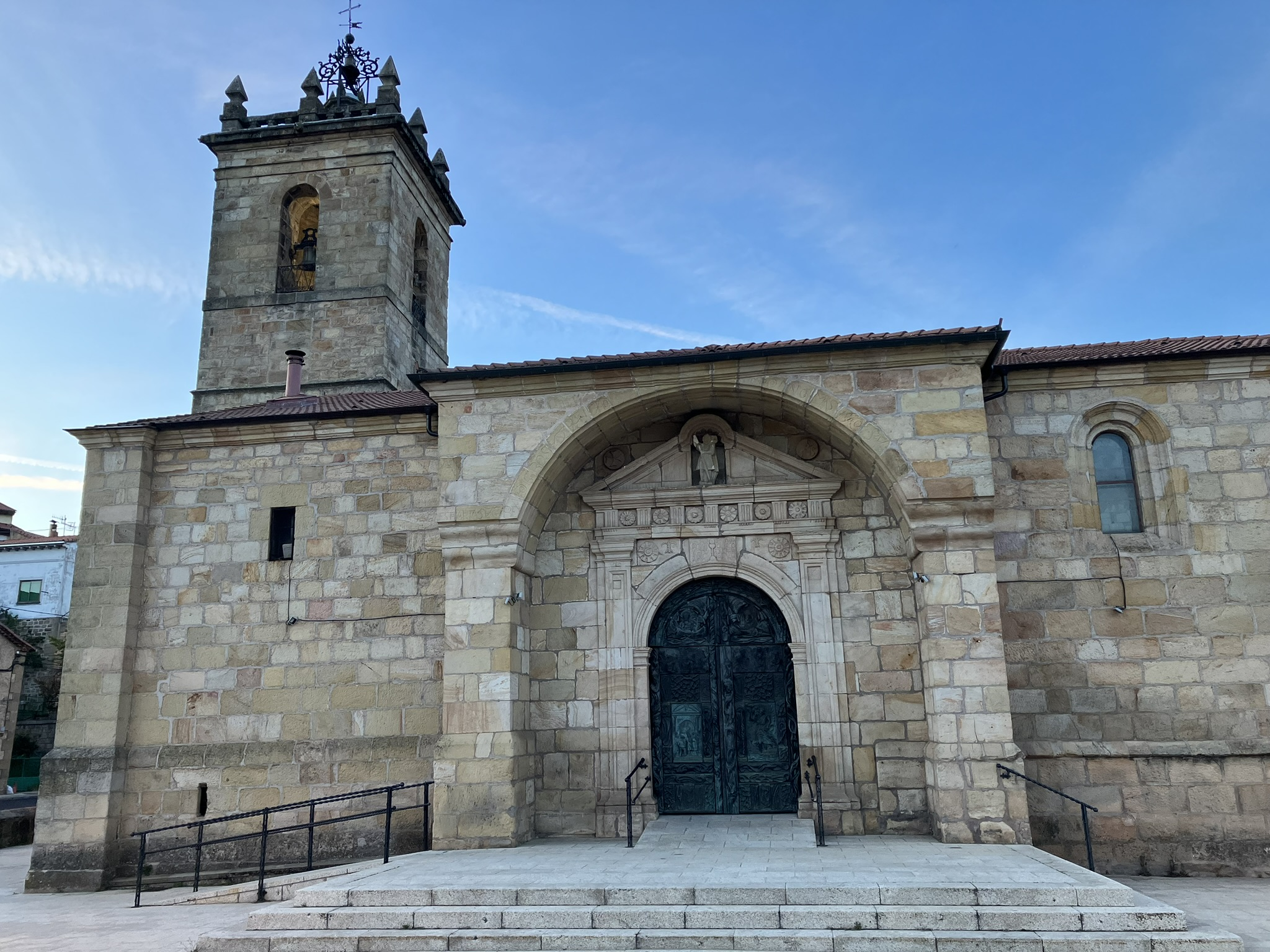
Iglesia de San Cristóbal

- La iglesia. Construida en el siglo XVII, de estilo neoclásico. Está edificada sobre otra iglesia más antigua a la cual pertenecen las tumbas en la roca que hay debajo y a los lados de la actual. El retablo principal es del siglo XVIII y los laterales son del siglo XVII. Dedicada al patrón de los conductores, patrón que la Iglesia católica no reconoce como santo.

- El ayuntamiento fue construido en 1913, siendo alcalde Pedro Gil Domingo. El edificio principal es de doble planta. La planta baja tiene 3 arcos que dan acceso a un soportal. Adosado a este edificio hay un gran salón-teatro con un artístico escenario utilizado para diversos actos. Delante del Ayuntamiento está la plaza.

- Junto a los edificios descritos se halla el frontón municipal descubierto.

- A finales del siglo XX se construyó otro frontón cubierto para el juego de pelota, juego muy arraigado en esta comarca.

### Actividades culturales
Hay actividades organizadas por asociaciones: Asociación Sierra Alternativa, Real Cabaña de Carreteros, Asociación de jubilados “San Cristóbal”, Asociación de pelota, Escuela de fútbol, diversas asociaciones de jóvenes, peñas, etc.

### Vocabulario
Algunas palabras características de la zona son: acharranchar, cuarterilla, chiculimiendres, beceñero, cabizcorniau, carchear, carchón, pinchicharra, aimá, chachavi, arremostricón, coscurra, garia, bisojo, chorroborro, zorrera, mepaique, etc.[cita requerida]
Otras palabras pueden parecer de esta comarca pero son más generales caso de las referidas a asuntos que tienen que ver con la ganadería, la matanza y cosas similares. Lo que ocurre que al ir desapareciendo el modo de producción que las originó van desapareciendo estas palabras.

### Fiestas y eventos
Quintanar de la Sierra tiene dos fiestas patronales: Nuestra Señora de las Candelas, que se celebra el 2 de febrero, y San Cristóbal (patrón de los conductores), que se celebra el 10 de julio. Son conocidas en las localidades próximas al municipio por el buen recibimiento que se hace a los turistas y la alegría de los vecinos.
El último sábado de mayo tiene lugar la popular romería de Revenga, celebrada en el Comunero de Revenga (integrado por los municipios de Quintanar de la Sierra, Regumiel de la Sierra y Canicosa de la Sierra).
El 15 de agosto se celebra la romería de "La Virgen" en el prado de la Guía, haciéndose misa en la ermita del mismo nombre.

### Gastronomía
Un plato típico es la caldereta y el ajo arriero que solían comer los que trabajaban en el mantenimiento y cuidado de los montes. Otros productos son los embutidos caseros y las cecinas de animales domésticos y también de jabalí, corzo y venado.

### Quintanar en la literatura
- Pio Baroja. El escuadrón del Brigante. Pertenece a Memorias de un hombre de acción, basada en Eugenio de Avinareta que vivió en el País Vasco en la época de la Primera Guerra Carlista. El escuadrón del Brigante se desarrolla en los contornos de esta sierra, los Picos de Urbión y muchos de los pueblos, entre ellos Quintanar.

- Rafael Alberti le dedicó De Salas de los Infantes a Quintanar de la Sierra.[49]

- Gerardo Diego le dedicó versos en Soria.

### Deporte
- Frontón municipal descubierto. En el centro del pueblo.

- Frontón Pascual II,[50] en honor de Isaías Pascual, pelotari de Quintanar en los años 60 del siglo XX. En aquella década, Quintanar (y otros pueblos de la comarca de Pinares) era un semillero de pelotaris. Junto a los Pascual, estaban: "El Zurdo", "El Toñi", etc.

Este frontón es cubierto para el juego de pelota. También se utiliza para otras actividades cuando es necesario.
- Campo de fútbol “El Henar”. En él juegan el C.D. Quintanar de la Sierra[51] y otros equipos.

## Hermanamientos
- Gabarret, Francia